# Viaggio a Ixtlan
Viaggio a Ixtlan è il terzo libro dello scrittore peruviano Carlos Castaneda, pubblicato come opera di saggistica da Simon & Schuster nel 1972, in cui egli prosegue il racconto del suo apprendistato presso lo sciamano tolteco Juan Matus, ripercorrendone i primi anni per recuperare alcuni insegnamenti da lui in precedenza trascurati, fino allora considerati soltanto una metafora, riguardanti in particolare la tecnica per «fermare il mondo».
Il titolo di questo libro, chiarito nell'ultimo capitolo, si riferisce al viaggio allegorico compiuto da Don Genaro Flores, intimo amico di don Juan Matus, per fare ritorno alla sua città chiamata Ixtlan. Don Genaro racconterà come questa sia divenuta irraggiungibile dopo aver acquisito la capacità di «fermare il mondo», essendo ora uno stregone, ovvero un «uomo di sapere», la cui prospettiva è cambiata a tal punto da non avere più niente in comune con le persone comuni, per lui diventate come fantasmi, e che per questa ragione egli non potrà mai veramente tornare «a casa» a Ixtlan, al suo vecchio stile di vita.

## Introduzione
Castaneda inizia a narrare che una sua ennesima visita a Don Juan avvenuta nel maggio 1971 fu talmente sconvolgente da indurlo a riconsiderare tutti gli insegnamenti da lui ricevuti fin dal 1961, esposti nei suoi due libri precedenti, Gli insegnamenti di Don Juan e Una realtà separata.
In questo aspetto, Don Juan era esperto nell'uso di tre piante: Datura inoxia, comunemente conosciuta come erba del diavolo; Lophophora williamsii, conosciuta come peyote, ed un fungo allucinogeno del genere Psilocybe.

La mia percezione del mondo attraverso gli effetti di questi psicotropi era stata tanto bizzarra ed impressionante che ero costretto a supporre che tali stati fossero l'unica via per comunicare ed apprendere quello che Don Juan tentava di insegnarmi.
Tale supposizione era erronea.»
(Carlos Castaneda, Viaggio a Ixtlan, introduzione)

## Prima parte: "fermare il mondo"
Nella prima parte del libro lo scrittore torna indietro di dieci anni per esporre tutti i passi fino allora compiuti per approdare al vero obiettivo da sempre perseguito da don Juan: insegnargli a «fermare il mondo».
Riconferme dal mondo che ci circonda
Già nel dicembre 1960, dopo il primo incontro con Don Juan presso una stazione di autobus, l'autore ricorda di essere stato impressionato dallo sguardo sbalorditivo con cui il suo nuovo maestro l'aveva messo a tacere, smascherando il suo finto modo di atteggiarsi, e cominciando così a spezzare gli schemi consolidati della sua quotidiana interpretazione del mondo, nella cui rottura consiste il significato dell'espressione «fermare il mondo», preludio della capacità di «vedere» correttamente la realtà.
Alla richiesta di Castaneda di insegnargli le sue conoscenze sulle piante medicinali, a cui si sentì rispondere che su di esse non vi era nulla di dire, Don Juan lo stupì sostenendo anche che il mondo circostante era d'accordo con lui, essendosi in quel momento sollevato un forte vento a conferma delle sue affermazioni. Altri fenomeni simili si produssero a seguito delle frasi di don Juan. Chiunque a suo dire poteva ricevere consensi dal mondo intorno a sé.
Cancellare la storia personale
Castaneda, rivolgendo alcune domande a don Juan sulla sua vita personale, nel tentativo di inquadrare la sua enigmatica figura secondo i propri criteri di antropologo, si sentì ribattere che la storia di ognuno non ha alcuna importanza, e venne anzi invitato in maniera sconcertante a creare lui stesso un alone di nebbia intorno alla propria persona, evitando di rivelare agli altri chi fosse e cosa facesse.
Cancellare se stessi significava per don Juan non dare nulla di scontato su di sé, quando invece Castaneda si ostinava ad assumere con gli amici e con la famiglia un atteggiamento troppo «reale» e vincolante che lo induceva inconsapevolmente a mentire per sfuggire alla conseguente noia.
Liberarsi della presunzione
Nonostante le critiche ricevute, Castaneda decise di tornare una terza volta a casa di don Juan dopo le due precedenti in quel dicembre 1960. Stavolta il suo maestro lo condusse nella vegetazione del deserto di Sonora, insegnandogli una tecnica per evitare di disperdere energie durante la camminata. Gli spiegò inoltre che per imparare a conoscere le piante avrebbe dovuto smettere di prendersi troppo sul serio, e non dare importanza a stupidaggini degne di nessuna considerazione.
La reazione eccessivamente offesa di Castaneda alle sue parole spinsero don Juan ad abbandonare di corsa la collina su cui si erano fermati.
Per aiutarlo a liberarsi dalla sua presunzione, il maestro lo invitò quindi a parlare con delle piantine, da lui ritenute vive e senzienti, affinché si convincesse di non essere più importante di loro. Di fronte all'imbarazzo di Castaneda, concluse che il mondo è un mistero, impossibile da apprezzare se si è presuntuosi.
La morte è una consigliera
Nel gennaio 1961, dopo che Castaneda gli ebbe proposto ancora una volta inutilmente di fargli da informatore sulle piante, anche dietro compenso in denaro, don Juan gli rispose che avrebbe dovuto cambiare, quindi lo fissò in volto invitandolo a ricordare quando da ragazzo aveva dato la caccia a un falco bianco. In quell'occasione Castaneda aveva atteso per ore col fucile in mano che l'uccello volasse via dal suo nascondiglio, ma infine aveva desistito: inconsapevolmente aveva avvertito la presenza della morte alla propria sinistra.
Nei momenti di impazienza, don Juan gli consigliò di rivolgersi sempre alla propria morte, al cospetto della quale si imparano a lasciar perdere tante meschinità a cui si dà troppo valore. Essa è per questo l'unica nostra saggia compagna e consigliera.
Assumersi le proprie responsabilità
Tre mesi dopo Castaneda, deciso a non perdere più la pazienza, tornò da don Juan, ma ancora una volta si vide spiazzato quando il suo maestro lo invitò ad assumersi le sue responsabilità se voleva imparare qualcosa sulle piante, aggiungendo che solo se si è consapevoli di poter morire si riescono a perseguire le proprie decisioni senza rimpianti. Un episodio dell'infanzia di Castaneda riguardante suo padre confermò a don Juan che il suo discepolo preferiva lamentarsi del finto idealismo altrui piuttosto che assumersi le proprie responsabilità.
Poi don Juan raccontò in modo teatrale la storia di un giovane che per la sua sprovvedutezza si era ritrovato a recriminare dopo aver compiuto una scelta sbagliata, perché non conoscendo il potere era incapace di capire cosa volesse davvero.
Diventare un cacciatore
Due mesi più tardi, dopo aver ribadito che la semplice intenzione di cambiare non era sufficiente, don Juan insegnò al suo discepolo una tecnica oculare per capire se un luogo è benefico e adatto per riposare, oppure se malvagio. Dopodiché dovette nuovamente allontanarlo in maniera frettolosa da un punto avverso sul quale costui si era sostato.
D'un tratto don Juan si convinse che Castaneda fosse portato per la caccia, quindi catturò un serpente e glielo fece mangiare. Poi tessé l'elogio del cacciatore, che vive in equilibrio con ogni cosa, senza lasciare nulla al caso, non si lamenta e sa di non essere diverso dalle sue prede. Diventando potente come un cacciatore, il suo discepolo sarebbe riuscito a cambiare. Castaneda tuttavia cominciò ad obiettare di non avere alcun interesse per la caccia, finché don Juan rimarcò in modo spietato la differenza tra loro due, quella tra un cacciatore-guerriero e un ruffiano.
Essere inaccessibile
Nei giorni seguenti don Juan, dopo aver catturato delle quaglie, ne tenne solo due da mangiare liberando le altre, sostenendo che un cacciatore agisce con parsimonia, senza esaurire il mondo che lo circonda: in tal modo egli si rende inaccessibile, evitando di indulgere nella disperazione di chi si aggrappa continuamente agli altri.
Don Juan mostrò quindi al suo discepolo esterrefatto il potere nascosto nel vento, facendogli sperimentare più volte come esso si calmasse quando entrambi si nascondevano alla sua presenza, e riprendesse a soffiare appena fossero tornati visibili sulla collina. I problemi anche sentimentali della vita di Castaneda erano dovuti alla sua eccessiva esposizione e disponibilità, a causa delle quali tutto diventava una banale routine.
Infrangere le abitudini quotidiane
Nel luglio seguente, insegnando delle tecniche di caccia, don Juan cominciò a imitare ossessivamente la sirena di una fabbrica che segnalasse l'ora della pausa pranzo, e poi della ripresa del lavoro, per far notare al suo discepolo quanto fosse estremamente abitudinario nel seguire degli orari fissati in tutto quello che faceva. Essere un cacciatore comportava invece l'infrazione delle abitudini quotidiane, per non diventare prevedibili come le proprie prede.
La mancanza di abitudini in alcuni animali li rende magici, come un cervo parlante che lo stesso don Juan aveva incontrato una volta, e al cospetto del quale si era tramutato da cacciatore in preda.
L'ultima battaglia sulla Terra
Castaneda continuò a imparare varie tecniche di caccia, ma non cambiò come don Juan si sarebbe aspettato. In particolare, seguitava a pensare di avere a disposizione un sacco di tempo, ignorando i poteri imprevedibili che guidano la vita e la morte umani. Qualunque azione Castaneda avesse compiuto, infatti, avrebbe potuto essere l'ultima della sua vita. Alla sua lamentela che il pensiero della morte lo angosciava e che sarebbe stato inutile occuparsene, don Juan rispose che con un tale atteggiamento stava sprecando in maniera sciocca la sua possibile ultima azione.
La consapevolezza di un cacciatore che ogni sua azione possa essere l'ultima sua battaglia sulla Terra rende quest'ultima particolarmente giudiziosa e potente, oltre che priva di timore o preoccupazione.
Don Juan fece quindi catturare al suo discepolo un coniglio, e gli ordinò di ucciderlo e mangiarlo in quanto dono di potenze superiori. In uno slancio di compassione estrema, Castaneda provò a liberarlo dalla sua gabbia, ma inutilmente, essendo la sua ultima ora sopraggiunta in quel momento.
Diventare accessibile al potere
Nell'agosto 1961, dopo un'esperienza allucinatoria vissuta da Castaneda a seguito dell'ingestione rituale di un peyote, Don Juan decise di cambiare tattica con lui, presuaso di avere trovato nel proprio discepolo un «prescelto». D'ora in poi Castaneda avrebbe dovuto dare la caccia al «potere», cominciando a confrontarsi col sognare, cioè con la capacità di manipolare deliberatamente i sogni.
Per prima cosa si recarono in un luogo di potere, abitato dallo spirito di una pozza d'acqua: qui Castaneda mangiò dei pezzi di «carne del potere» e fu invitato a conversare a voce molto alta per farsi notare dal potere e rendersi accessibile ad esso.
Il giorno seguente oltrepassarono quel posto fino alle montagne in lontananza. In attesa del crepuscolo don Juan insegnò a Castaneda la tecnica per costruire la capacità di sognare, che iniziava col guardarsi le mani in sogno. Dopo il tramonto si mossero verso alcune colline dove si sarebbe manifestato lo spirito: Castaneda vide un animale incredibile in procinto di morire, dalle sembianze spaventose mai viste prima. Poi ricompose la visione e realizzò che si trattava di un grosso ramo semibruciato mosso dal vento.
Don Juan disse però che il potere lo aveva reso un animale vivo e reale, e Castaneda avrebbe dovuto sostenerne la vista più a lungo, fino a sospendere definitivamente il mondo.
Lo stato d'animo di un guerriero
Alla fine di quel mese Don Juan e Castaneda si recarono in un altro luogo di potere, in cui tempo addietro i guerrieri venivano a seppellirsi per qualche giorno, al fine di ottenere un'illuminazione semplicemente osservando le imperfezioni del proprio animo. Lo stesso fece fare Don Juan al suo discepolo, ma una forte sensazione di tristezza si insinuò in quest'ultimo, inducendo il suo maestro a disseppellirlo: l'autocommiserazione non si addiceva a un guerriero, che non è mai alla mercé degli eventi.
Poi, dopo avergli spiegato come progredire nella tecnica del sognare, imparando a «viaggiare» nel sonno, su suggerimento di un corvo don Juan condusse Castaneda in un boschetto frequentato da puma e leoni, per insegnargli a cacciarli. Prepararono una trappola con un'esca di topi d'acqua, ma quando con le tenebre si avvicinò un felino, lo fecero scappare per non fargli del male, salvo venire inseguiti a loro volta.
Giorni dopo don Juan spiegò al suo discepolo sconcertato che quella lezione non era sulla caccia, ma sulla capacità di agire con lo stato d'animo di un guerriero, controllandosi e lasciandosi andare al contempo, senza farsi paralizzare dalla paura.
Una battaglia di potere
Nel dicembre 1961 Don Juan condusse nuovamente Castaneda a caccia di potere in un luogo remoto. Dopo essersi accampati in una grotta in alta montagna, Don Juan costruì un riparo contro il vento e l'imminente pioggia. Dopo un'ora si manifestò un banco di nebbia che scivolava verso di loro: Castaneda vi scorse un punto verdastro, finché vide un ponte di nebbia sospeso, una campata incredibilmente solida. Febbricitante, fu sospinto via dal suo maestro, che lo guidò nel buio, essendo ormai notte, fino ad un'altra cavità nella roccia. Allora si scatenarono numerosi lampi che, come spiegò don Juan, combattevano contro lo spesso strato di nebbia. La luce dei lampi sollevò l'animo dello scrittore permettendogli di ispezionare il paesaggio circostante, finché si addormentò tra la pioggia.
Il mattino seguente, tuttavia, Castaneda rimase disorientato nel trovarsi in uno scenario pianeggiante completamente diverso da quello che aveva creduto di osservare. Don Juan gli spiegò che avevano assistito ad una battaglia di potere; e poiché esistono mondi sopra questo mondo, tanto il ponte di nebbia quanto la foresta da lui percepita il giorno precedente erano reali e portatori di un significato. Castaneda avrebbe potuto richiamarli in qualsiasi momento grazie al potere, che si domina lasciandosene dominare, e si acquisisce col potere stesso, finché se ne abbia a sufficienza per fermare il mondo.
La battaglia di Castaneda contro i suoi dubbi non era però ancora finita, sicché per andar via da quel luogo di potere dovette aspettare il ritorno della nebbia alla sera, cercando di non farsene sopraffare.
L'ultima sosta del guerriero
Un mese dopo, nel 1962, Don Juan e Castaneda si recarono in macchina verso nord in un luogo distante oltre 600 km. Proseguirono a piedi lungo tutta la notte, mentre don Juan faceva da guida e il suo discepolo dietro doveva calcarne le impronte, per assorbire la sua scia di potere. Si fermarono all'alba in attesa di un presagio dal sole, che tuttavia si sarebbe verificato solo al tramonto, dopo aver individuato una collina idonea a sviluppare i poteri di Castaneda, su cui cresceva una singolare vegetazione, e dopo che costui ebbe riposato su un giaciglio speciale costruito con «corde» invisibili sospese.
Don Juan «consegnò» il possesso di tutta quella terra al suo discepolo, in particolare di quella collina di potere che sarebbe diventata l'«ultima sosta» dello scrittore prima di morire, come fa ogni guerriero che torna nel suo posto prediletto per compiervi la sua danza finale mentre la morte è costretta ad assisterlo prima di sorprenderlo.
L'andatura del potere
Nell'aprile seguente, dopo aver risposto alle domande insistenti del suo discepolo sul tipo di «personalità» della morte, don Juan lo condusse a «cacciare potere» sulla cima di un pendio nella Sierra Madre Occidentale, quindi lo sollecitò a individuare il posto per riposare più adatto a lui, facendolo guidare dal potere di alcune foglie sistemate sullo stomaco.
Dopo un sonno ristoratore grazie al calore delle foglie, Castaneda dovette prepararsi ad affrontare il potere della notte appena calata con cui accrescere quello suo personale. Don Juan lo avrebbe assistito imitando il grido di un gufo, messaggero degli spiriti, poi gli insegnò l'«andatura del potere», ovvero la tecnica per correre velocemente nonostante la totale oscurità di quelle montagne, abbandonandosi al potere della notte anziché farsene schiacciare.
Rimasto solo, Castaneda cominciò a orientarsi seguendo i versi del gufo emessi da don Juan, alle quali ben presto si sovrapposero delle grida più melodiose perfino di un gufo vero. Al suo spavento si aggiunse la percezione di uno strano movimento alla sua sinistra, finché si sentì attrarre da una massa oscura simile a una soglia. I richiami di don Juan lo distolsero in tempo dall'attraversarla morendo dissipato dalle entità della notte.
Non-fare
Dopo pochi giorni, tornati nella lontana «collina del potere» di Castaneda affinché costui si purificasse da quelle entità, Don Juan preparò un letto di foglie in cui lo scrittore venne rigenerato da un benessere mai provato prima. Il giorno dopo, sulle montagne oscure del crepuscolo il potere fece risaltare una conformazione più chiara, tramite quello che poi apparve come un pezzo di stoffa.
L'alba seguente Don Juan condusse il suo discepolo tra le montagne per spiegargli il segreto del non-fare: mentre il fare è il modo usuale di guardare un oggetto, ad esempio un sasso, facendolo diventare tale, il non-fare sposta l'attenzione su aspetti ritenuti insignificanti come la sua ombra. «Non fare quel che si sa fare» era la chiave del potere, con cui era possibile fermare il mondo. Più che con le parole, Don Juan cercò di insegnarlo al corpo fisico di Castaneda, tramite esercizi pratici con cui sentire le «linee del mondo», o con cui allargarne un aspetto riducendo lo sguardo.
L'anello del potere
Il giorno dopo, sul fare del ritorno, don Juan condusse il discepolo a guardare tra due picchi montuosi una rete di fibre luminose riflesse dal sole di mezzogiorno, mentre un'ombra li seguiva preannunciata da un rombo. Si arrampicarono in un punto a dissotterrare una pietra di potere, e poi ridiscesero nel deserto fino al tramonto. 
Si imbatterono in quattro giovani apprendisti indiani, in cerca di cristalli di quarzo. Sedutisi intorno a un fuoco, Don Juan spiegò loro le tecniche per trovarli e fare in modo che uno spirito alleato li impregnasse di potere. Poi si allontanò un attimo e ritornò apparendo mascherato in modo diverso ad ognuno di loro, compreso Castaneda, al quale si mostrò con un bizzarro costume da pirata. Conclusa quella scena teatrale, lui e Castaneda si congedarono in fretta dai giovani, tramutatisi nel frattempo in «ombre».
Don Juan fornì al suo discepolo una spiegazione solo quando il giorno dopo, tornando in macchina, si fermarono a pranzare nel ristorante di una città di confine: quei travestimenti, diversi per ognuno degli osservatori, li aveva fatti apparire agganciandosi al fare dei loro rispettivi «anelli del potere», anello con cui ogni persona viene al mondo, e grazie al quale «creiamo» il mondo usuale. Gli stregoni posseggono però un secondo anello di potere, quello del non-fare, con cui è possibile attivare un altro mondo. Toccati dal potere del non-fare quegli apprendisti erano riusciti a rendersi ombre.
Un degno avversario
La narrazione di Castaneda si sposta al dicembre 1962, quando don Juan lo indusse ad affrontare una storica avversaria, la strega Catalina, il cui influsso stava impedendo la buona riuscita di un suo tentativo di caccia. Recatisi in macchina nel piccolo paese vicino, la videro arrivare: a Castaneda parve giovane e attraente, ma siccome dietro il sorriso nascondeva una minaccia, don Juan lo fece ripartire in fretta. Alla sera, dopo aver cercato un presagio di quella donna, l'attesero ai piedi di una collina: don Juan posizionò il discepolo in un cerchio protettivo ordinandogli di eseguire una danza ritmata, finché la sagoma oscura di lei volò al di sopra di Castaneda schiantandosi malamente più oltre.
Il terzo incontro con la strega lo scrittore lo ebbe la sera seguente, da solo, di ritorno da una festa di indiani yaqui in onore della Vergine di Guadalupe, da cui si era dileguato in anticipo per sfuggire alle molestie di alcuni messicani, quando incrociò una donna che si mise a inseguirlo compiendo dei salti giganteschi, da lui evitati richiudendosi appena in tempo nel proprio alloggio.
Il giorno seguente Castaneda fu rimproverato da don Juan per la sua condotta irresponsabile, e con lui si recò in macchina davanti alla casa della Catalina perché avesse la conferma che la donna della sera prima fosse proprio lei: ne avrebbe dovuto ricevere lo stimolo a mettere in pratica gli insegnamenti del maestro.

## Seconda parte: il viaggio ad Ixtlán
Nella seconda parte Castaneda riprende il filo degli eventi a partire dal punto in cui l'aveva lasciato dopo il suo libro precedente, che si era concluso con una stregoneria scioccante di don Genaro avvenuta nell'autunno 1970.
L'anello del potere dello stregone
Nel maggio 1971 Castaneda ritrovò don Genaro in casa di don Juan, facendosi nuovamente prendere dal panico quando costui si esibì in una delle sue tipiche azioni comiche sbalorditive, impossibili da un punto di vista razionale.
Dopo che don Juan ebbe ammonito Castaneda di stare all'erta per poter cogliere il proprio momento fortunato, Don Genaro disse di avergli appena fatto sparire la macchina. Ed effettivamente, andando a vedere l'auto con cui Castaneda era giunto fin lì, scoprirono che questa non c'era più. Seguì una comica ricerca della macchina da parte di tutti e tre, persino sotto i sassi, finché don Genaro trasformò il suo cappello in un aquilone, facendolo volare contro ogni logica: quando esso ricadde, lì comparve la macchina.
Fermare il mondo
Per fermare il mondo, evitando di compiacersi nelle proprie spiegazioni razionali, Castaneda fu mandato da don Juan a recarsi da solo verso delle montagne amiche a sud-est. Dopo un giorno passato a cercare di fermare la mente limitandosi a sentire, giunto su un altopiano Castaneda si mise a osservare uno scarabeo, provando l'intensa sensazione che entrambi fossero uguali di fronte alla morte. Seguì un rombo, simile a quello di un jet, che annunciava la presenza di un alleato: lo scrittore vide la sagoma di un uomo prodotta dalle foglie nella luce del tramonto. Allora si fece avanti un coyote, in realtà un animale luminoso, col quale Castaneda intrattenne la conversazione più stravagante della sua vita, in forma telepatica, per venire infine pervaso da un benessere paradisiaco, durante cui vide l'intreccio luminoso delle «linee del mondo».
Tornato da don Juan, questi il giorno dopo gli spiegò che era riuscito a fermare la descrizione usuale della realtà, poiché in quel momento il mondo era davvero crollato, tramutandosi in quello degli stregoni. Anche don Genaro, la volta precedente, non aveva in realtà fatto sparire la macchina dal mondo comune, ma aveva soltanto introdotto Castaneda in quel secondo mondo, in cui essa non c'era, inducendo il suo corpo a «vederlo» tramite l'anello supplementare degli stregoni.
Viaggio a Ixtlan
Verso mezzogiorno don Juan e don Genaro riportarono Castaneda nelle montagne dove era stato il giorno prima, oltrepassando l'altopiano fino a una vallata: qui don Genaro gli raccontò la storia del suo primo incontro con l'«alleato» che l'aveva trasformato in uno stregone, e dei suoi inutili tentativi di tornare alla propria casa di Ixtlan.
Don Juan disse a Castaneda che la stessa sorte gli sarebbe toccata quando, dopo aver affrontato e domato il suo personale alleato, fare ritorno nel suo mondo familiare di Los Angeles gli sarebbe divenuto impossibile. Allora avrebbe sperimentato una solitudine tanto più intensa, quanto più si sia appassionati agli affetti e alle cose care, come si addice a uno stregone. Solo un guerriero riuscirebbe a non soccombere sotto una tale angosciante nostalgia,
[...] Per un istante penso di aver visto. Ho visto la solitudine dell'uomo come un'onda gigantesca pietrificata davanti a me, trattenuta dal muro invisibile di una metafora. La mia tristezza era così schiacciante che mi sentivo euforico. Li abbracciai.»
(Carlos Castaneda, Viaggio a Ixtlan, § 20)
Don Juan e don Genaro lasciarono quindi Castaneda solo in quella valle dove lo attendeva l'alleato, ma egli, non sentendosi ancora pronto, scelse di andar via.

## Edizioni
- Carlos Castaneda, Viaggio a Ixtlan (1972), trad. it. di Giusi Signori, Milano, Rizzoli, 20001 ISBN 9788858623411.